# Pavel Badea
Pavel Badea (født 10. juni 1967) er en tidligere rumænsk fodboldspiller.

## Rumæniens fodboldlandshold
| Romaniens landshold | Romaniens landshold | Romaniens landshold |
| År                  | Kmp                 | Mål                 |
| ------------------- | ------------------- | ------------------- |
| 1990                | 3                   | 1                   |
| 1991                | 4                   | 0                   |
| 1992                | 2                   | 1                   |
| Total               | 9                   | 2                   |